# Labuerda
Labuerda é um município da Espanha na província de Huesca, comunidade autónoma de Aragão, de área 18,05 km² com população de 177 habitantes (2007) e densidade populacional de 9,20 hab/km².

## Demografia
| Variação demográfica do município entre 1991 e 2004 | Variação demográfica do município entre 1991 e 2004 | Variação demográfica do município entre 1991 e 2004 | Variação demográfica do município entre 1991 e 2004 |
| --------------------------------------------------- | --------------------------------------------------- | --------------------------------------------------- | --------------------------------------------------- |
| 1991                                                | 1996                                                | 2001                                                | 2004                                                |
| 172                                                 | 180                                                 | 174                                                 | 166                                                 |